# Bardóczy Attila
Bardóczy Attila (Budapest, 1960. július 30. –) magyar színész.

## Életpályája
Szülei Bardóczy Lajos és Böröczky Éva. 1983-ban végzett a Színház- és Filmművészeti Főiskolán. 1983–1996 között a Rock Színház oszlopos tagja volt, a musicalirodalom legszebb szerepeit játszhatta el. 1984 és 1986 között a GM49 együttes énekese volt. Nagylemezük Digitális Majális címmel 1985-ben jelent meg. 1996 óta a Budapesti Operettszínház tagja, majd vendégművésze. 1996-ban, Párizsban, egy francia sanzonversenyen a „Legjobb külföldi előadó” díját nyerték el a Pódium duóval. Azóta is sokat koncerteznek hazánkban és külföldön is.

## Színházi szerepei
- Presser Gábor: Képzelt riport egy amerikai popfesztiválról....Marianne férje
- Valló Péter: In memoriam Ö.I.....
- Szörényi Levente: Kőműves Kelemen....Sebő
- Euripidész-Goethe: Iphigeneia a tauruszok földjén....
- Zuckmayer: A köpeniczki kapitány....
- Jellicoe: A trükk....Tolen
- Csehov: Cseresznyéskert....Gajev
- Molière: Mizantróp....Acaste márki
- Várkonyi Mátyás: Üvöltés....Srác
- Kemény–Kocsák: A krónikás....Salamon király
- Lloyd Webber: Evita....Peron, Magaldi
- Várkonyi Mátyás: A bábjátékos....Pierro
- Miklós Tibor: Cafe Rock....Csörgős
- MacDermot: Hair....Papa
- Hamlisch-Kern-Oliver-Bart-Loewe: Musical Musical....
- Lloyd Webber: Jézus Krisztus szupersztár....Heródes
- Dumas: A három testőr....Richelieu
- Miklós Tibor: Csillag Nápoly egén....Szíves Jocó
- Schönberg: A nyomorultak....Gályarab; Javert
- Szakcsi Lakatos Béla: A bestia....Ficzkó; Kolduló barát
- Dolly Roll: Egy tenyér, ha csattan....Játékvezető
- Várkonyi Mátyás: Dorian Gray....Dorian Gray; Lord Henry
- Kocsák Tibor: Légy jó mindhalálig....Nagy úr
- Jacobi Viktor: Leányvásár....Tom Miggles
- Szirmai Albert: Mágnás Miska....Mixi gróf
- Sondheim: Nyakfelmetsző....Anthony
- Várkonyi Mátyás: Sztárcsinálók....Seneca
- Jacobi Viktor: Sybill....Petrov; Poire
- Sondheim: Orgyilkosok.....Lee Harvey Oswald
- Kocsák Tibor: Anna Karenina....Sztyíva
- Schönberg: Miss Saigon....Professzor
- Gershwin: Bolondulok érted....Zangler Béla
- Andersson-Ulvaeus: Chess....Walter
- Lehár Ferenc: Luxemburg grófja....Brissard; Lord Worchester
- Dés László: A dzsungel könyve....Ká
- Kálmán Imre: Csárdáskirálynő....Bóni gróf
- Styne: Van, aki forrón szereti....Bienstock
- Leigh: La Mancha lovagja....Pap
- Zágon–Nóti: Hyppolit, a lakáj....Tóbiás
- Rodgers: A muzsika hangja....Max Detweiler
- Kander-Ebb: A pókasszony csókja....Molina
- Lévay Szilveszter: Mozart!....Leopold
- Eötvös Péter: A balkon....
- Vajda Anikó: Őrült nász avagy esküvő a lokálban....Jacob inas
- Taylor: Sok hűhó....Don Pedro
- Másik Lehel: Az aranyember....Ali Csorbadzsi
- Szűts István: A kőszívű ember fiai....Baradlay Ödön
- Wildhorn: A vörös Pimpernel....Farleigh
- Simon: Női furcsa pár....Jesus

## Albumai
- Chanson classique (1996)
- Voyageurs (1998)
- Párizs ege alatt (2002)
- Sírj vagy nevess... (2005)

## Filmjei
- Elcserélt szerelem (1983)
- A rítus (2011)
- Casino (2011)
- A kém (2015)
- HHhH – Himmler agyát Heydrichnek hívják (2017)
- Legénybúcsú Bt. (2018)
- Jóban Rosszban (2019, 2020)

## Szinkronszerepei
- Violetta: Marotti – Diego Álcala
- A bosszú álarca: Rene – Gustavo Franco
- A Dresden akták: Detective Sid Kirmani – Raoul Bhaneja
- A szökés: Theodore "T-Bag" Bagwell – Robert Knepper
- Betépve: Derek Foreal – Paul Reubens
- Dublini doktorok: Dr. Lorcan O'Brien – Mark Dymond
- Dutyidili: Crawford – Marc Silver
- Életeken át: Emil Duval – Jean-Hugues Anglade
- Ki vagy, doki? (Karácsonyi támadás): Danny Llewellyn – Daniel Evans
- L’ecsó: Francois – Julius Callahan
- Mindörökké szerelem: Dr. Plutarco Obregón	– Ricardo Silva
- Tuti gimi: Daunte – Rick Fox
- Vágott verzió: Charles Bannister – Michael St. John Smith
- Tokiói keresztapák – Hana
- South Park: Mr. Mackey
- Soy Luna: Tino (Diego Sassi Alcalá)
- Elena, Avalor hercegnője: Francisco (Emiliano Diez)